# غلين كونينغهام (عداء المسافات المتوسطة)
غلين كونينغهام (بالإنجليزية: Glenn Cunningham)‏ هو عداء مسافات متوسطة أمريكي، ولد في 4 أغسطس 1909 في إلكهارت في الولايات المتحدة، وتوفي في 10 مارس 1988 في مينيفي في الولايات المتحدة.

## وصلات خارجية
- غلين كونينغهام على موقع الاتحاد الأمريكي لسباقات المضمار والميدان، قاعة المشاهير (الإنجليزية)
- غلين كونينغهام على موقع أوليمبيديا (الإنجليزية)
- غلين كونينغهام على موقع قاعة كنساس للمشاهير الرياضية (مؤرشف) (الإنجليزية)
- غلين كونينغهام على موقع الموسوعة البريطانية (الإنجليزية)